# (15902) Dostál
(15902) Dostál, désignation internationale (15902) Dostal, est un astéroïde de la ceinture principale.

## Description
(15902) Dostal est un astéroïde de la ceinture principale. Il fut découvert le 13 septembre 1997 à l'observatoire d'Ondřejov par Lenka Šarounová. Il présente une orbite caractérisée par un demi-grand axe de 2,26 UA, une excentricité de 0,10 et une inclinaison de 5,7° par rapport à l'écliptique.

## Compléments